# Biserica „Sfântul Nicolae” din Dondușeni
Biserica „Sf. Nicolae” este o biserică amplasată în Dondușeni, Republica Moldova. Este un monument arhitectural de importanță națională inclus în Registrul monumentelor Republicii Moldova ocrotite de stat cu nr. 343 (raionul Dondușeni). Datează din anii 1920.